# État libre de Lippe
1918–1947
Entités précédentes :
- Principauté de Lippe-Detmold

Entités suivantes :
- Rhénanie-du-Nord-Westphalie

L'État libre de Lippe (en allemand : Freistaat Lippe) est l'un des Länder constitutifs de la République de Weimar, succédant à la principauté de Lippe-Detmold lors de la chute de l'Empire allemand.
Sa capitale est Detmold.
En 1945, l’État libre de Lippe est devenu l’État de Lippe, qui, à son tour, a été absorbé par l’État de Rhénanie-du-Nord-Westphalie en 1947.